# 高橋武光
高橋 武光（たかはし たけみつ、1925年5月15日 - 2012年10月10日）は、日本の経営者。大日本インキ化学工業(現在のDIC)社長、会長を務めた。

## 経歴
東京都出身。1947年に東京大学工学部応用化学科を卒業し、同年に大日本インキ化学工業に入社。1974年11月に取締役に就任し、1979年6月に常務、1986年6月に専務を経て、1990年6月に副社長に就任し、1994年3月には社長に昇格。1998年6月には会長に就任。
2012年10月10日老衰のために死去。87歳没。